# ウィルフリッド・ガブリエル・ド・グレーン
ウィルフリッド・ガブリエル・ド・グレーン（英語: Wilfrid Gabriel de Glehn、以下「ウィルフリッド」、1870年 - 1951年5月11日）は、1932年にロイヤル・アカデミー・オブ・アーツの正会員に選ばれた印象派のイギリス人画家である。

## 略歴
デ・グレンの父はロンドンのシデナムに住むアレクサンダー・デ・グレンで、エストニアのタリン付近に領地を持ちスコットランド人女性との結婚によりイギリスに帰化したバルト男爵のロバート・フォン・グレンの息子であった。 ウィルフリッドの母はフランス人である。父方の叔母に女性権利活動家で作家のルイーズ・クライトン(Louise Creighton:1850-1936)、叔父にフランスで活躍した蒸気機関車設計者のアルフレッド・デ・グレン(Alfred de Glehn:1848-1936)がいる。
ヴィルフリート・フォン・グレイン（1917年5月に改名）は、ロンドン南東部のシデンハムに生まれた。兄のルイとともにブライトン・カレッジで学んだ後、サウス・ケンジントンのロイヤル・アカデミー・スクールズで短期間美術を学び、パリのエコール・デ・ボザールに進み、一時期、フランス人の従兄弟で画家のルシアン・モノ（1867-1957）と生活を共にする。1891年にエドウィン・オースティン・アビーとジョン・シンガー・サージェントに雇われ、モーガン・ホールのボストン公立図書館壁画プロジェクトで彼らの手伝いをした。
1904年に画家のジェーン・デ・グレーンと結婚した。

## 作品

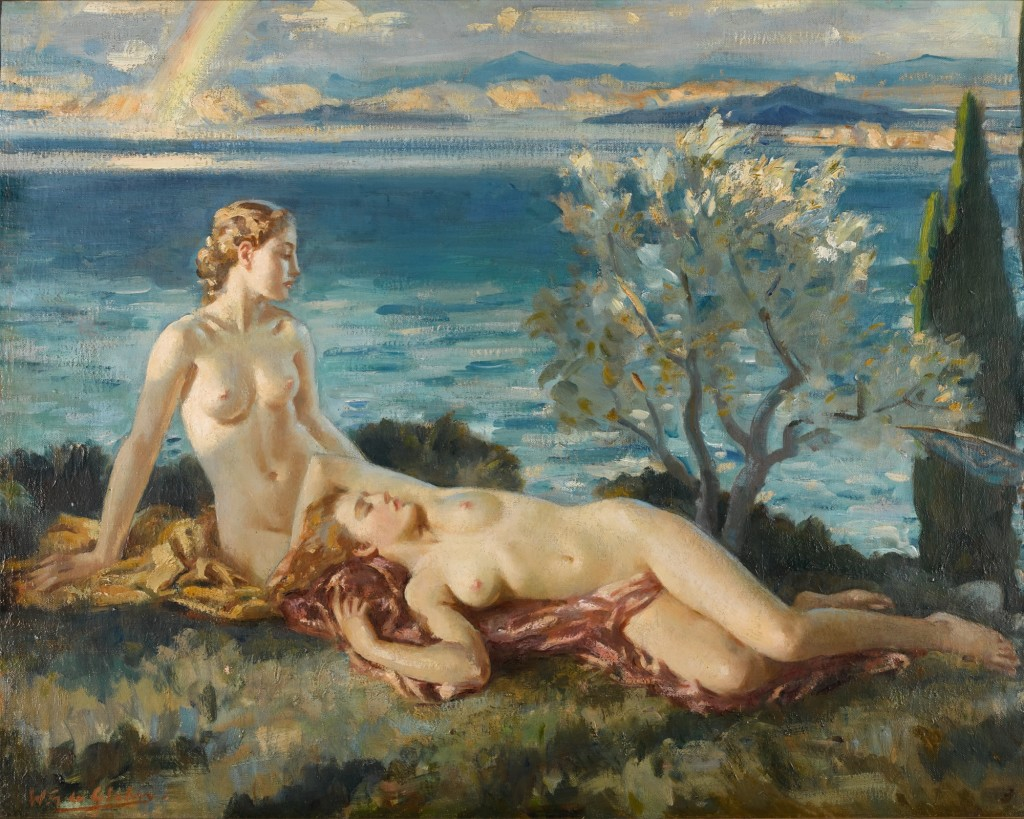
「虹」(c.1938)
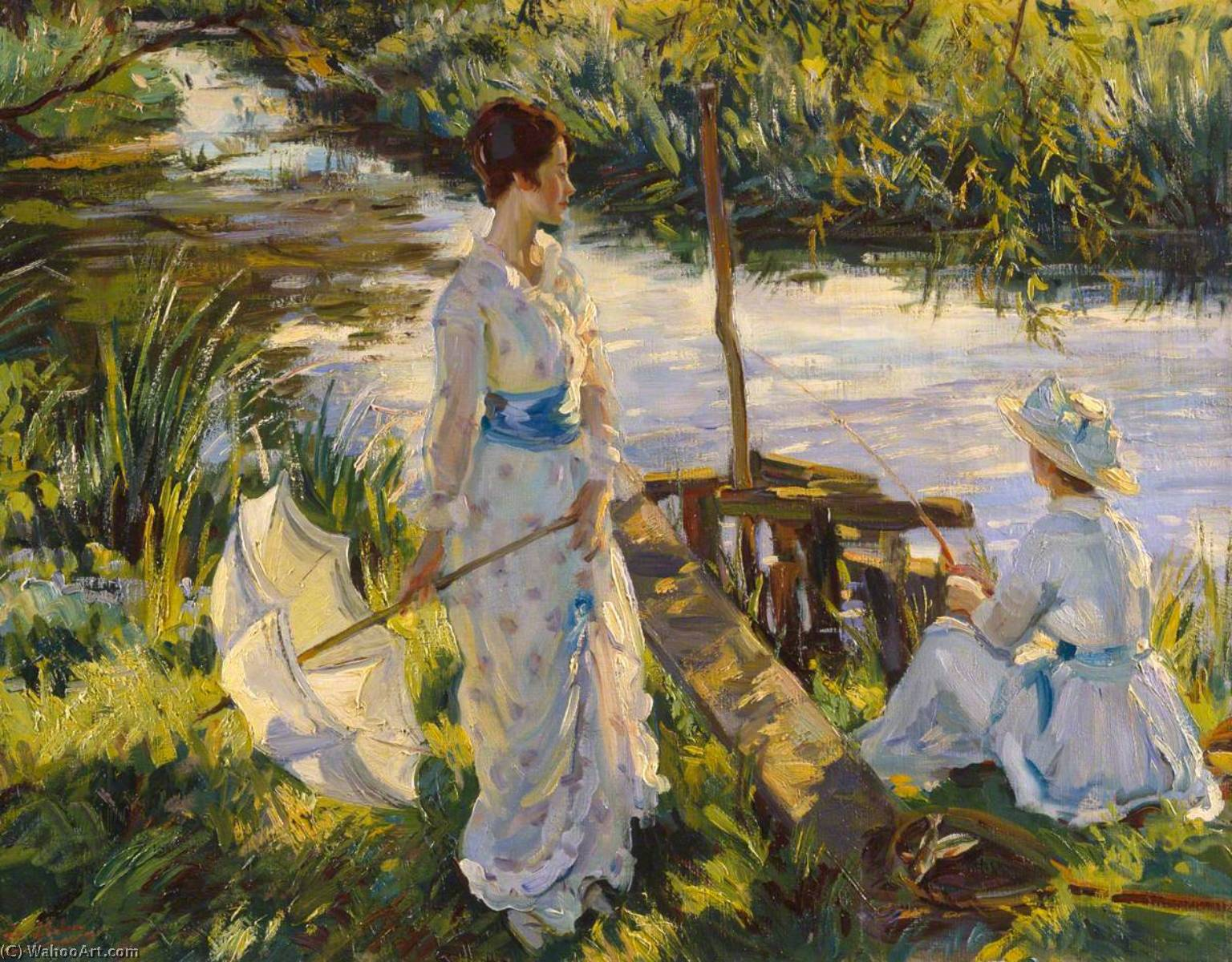
「魚釣り」 (1912)
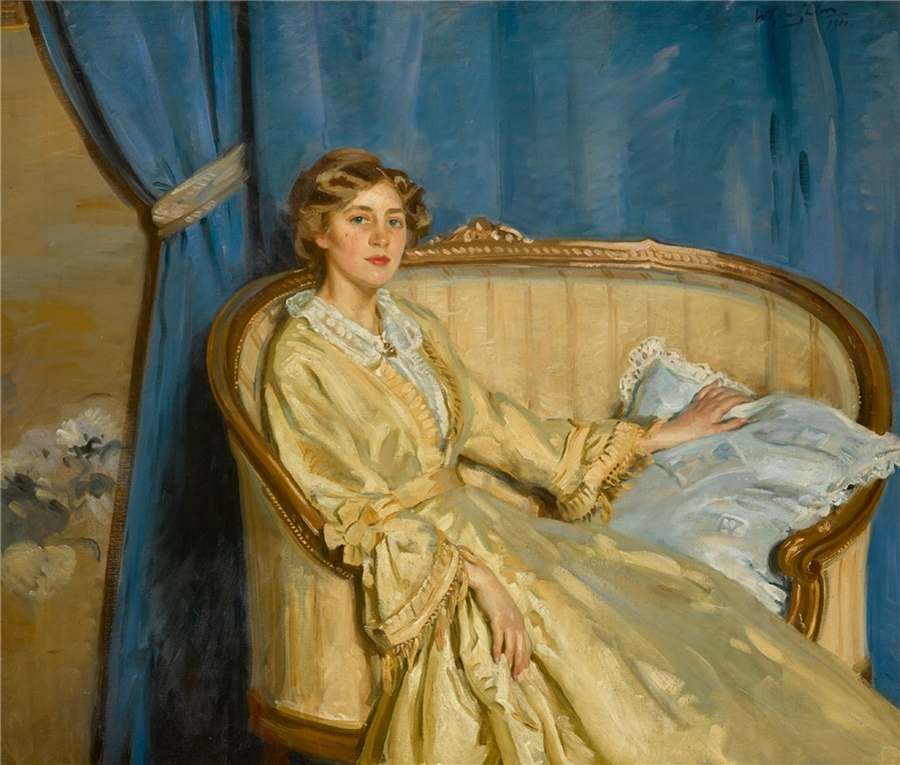
「青と金」(1911)